# Wildlife World Zoo
Koordinaten: 33° 32′ 56″ N, 112° 24′ 47″ W

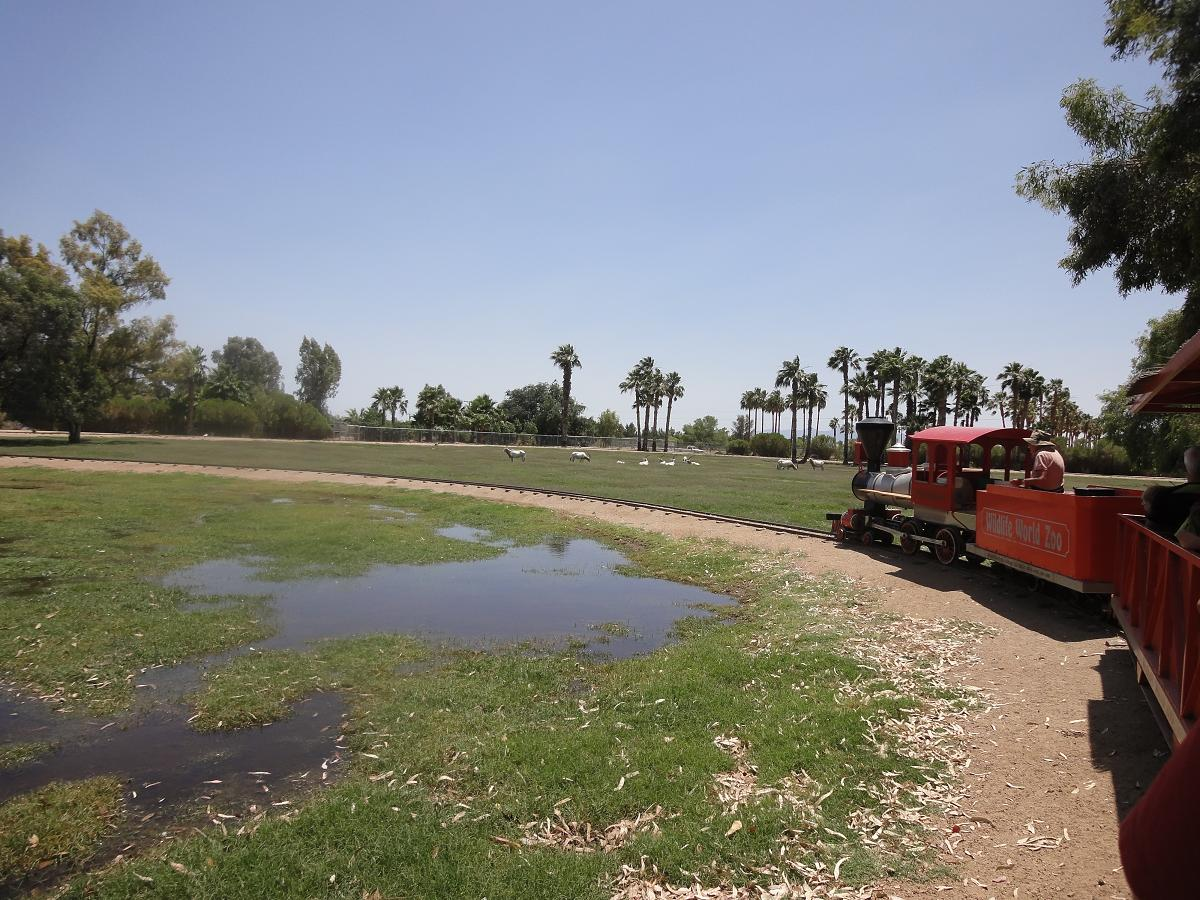
Zoo-Eisenbahn

Der Wildlife World Zoo ist ein Zoo in  Litchfield Park im US-Bundesstaat Arizona. Er befindet sich ca. 15 Kilometer westlich von Phoenix.

## Geschichte
Mickey Ollson, ein tierlieber Lehrer, der schon in der Kindheit mit dem Gedanken spielte, einen Tierpark zu gründen, konnte diese Pläne 1973 mit dem Kauf eines Stücks Land in die Tat umsetzen. Zunächst wurden dort nur einige Vögel gehalten. Nachdem weitere Tiere angeschafft worden waren, wurde 1984 die Anlage als Zoo für die Öffentlichkeit zugänglich gemacht. In den folgenden Jahren wuchsen sowohl Fläche als auch Tierbestand des Zoos. Geplant sind auch zukünftige Erweiterungen.

## Tierbestand
Im Wildlife World Zoo werden etwa 6000 Tiere (einschließlich Aquarium) in 600 Arten von allen Kontinenten gehalten. Diese leben überwiegend in großen Freianlagen, die ihren natürlichen Lebensräumen angenähert sind. Der Zoo hat sich auf die Ausstellung afrikanischer Steppenbewohner spezialisiert und zeigt ein breites Spektrum an Antilopen- und Gazellenarten, wie dies auch die folgende Bildauswahl ausdrückt:

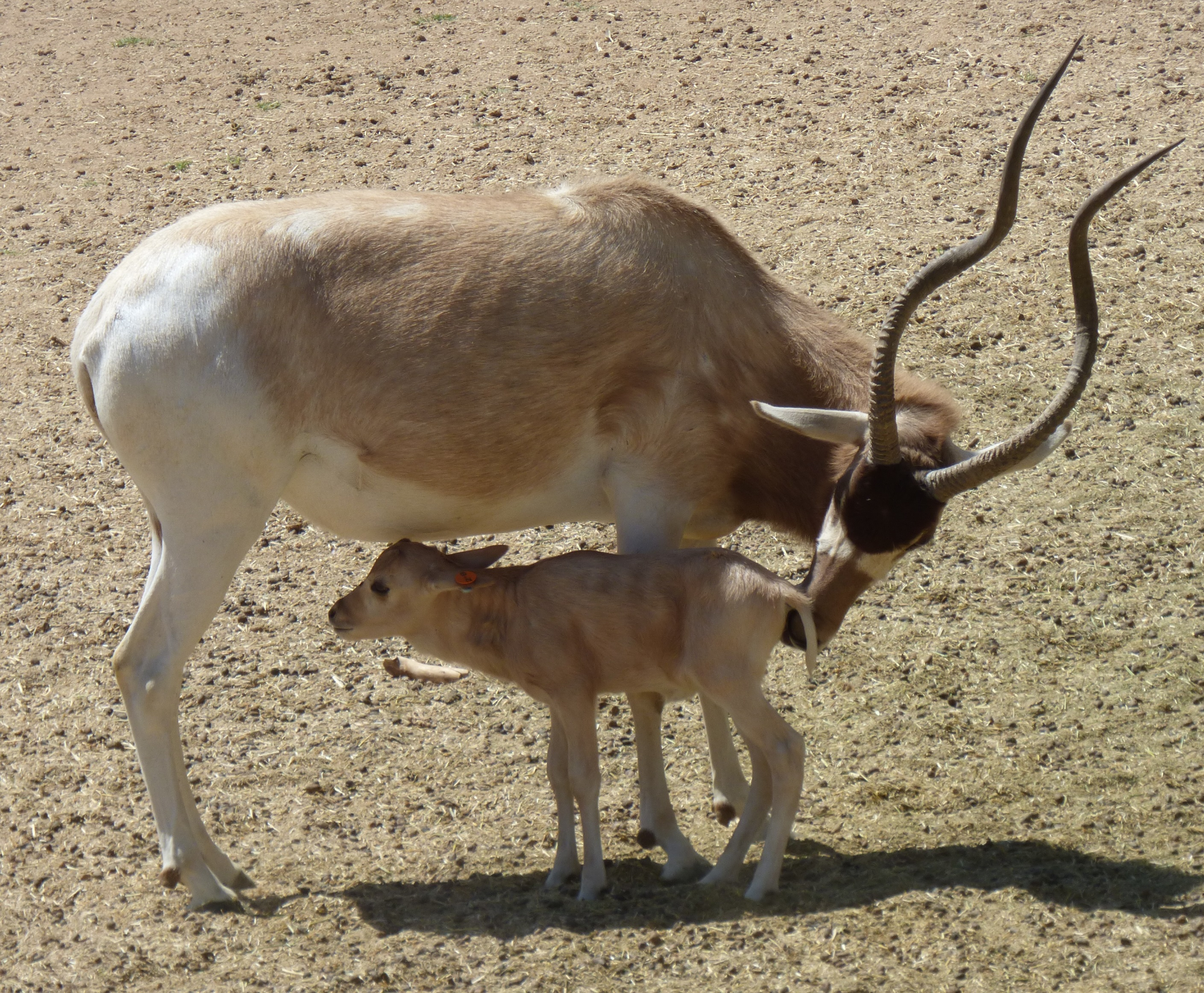
Mendesantilope (Addax nasomaculatus) mit Jungtier
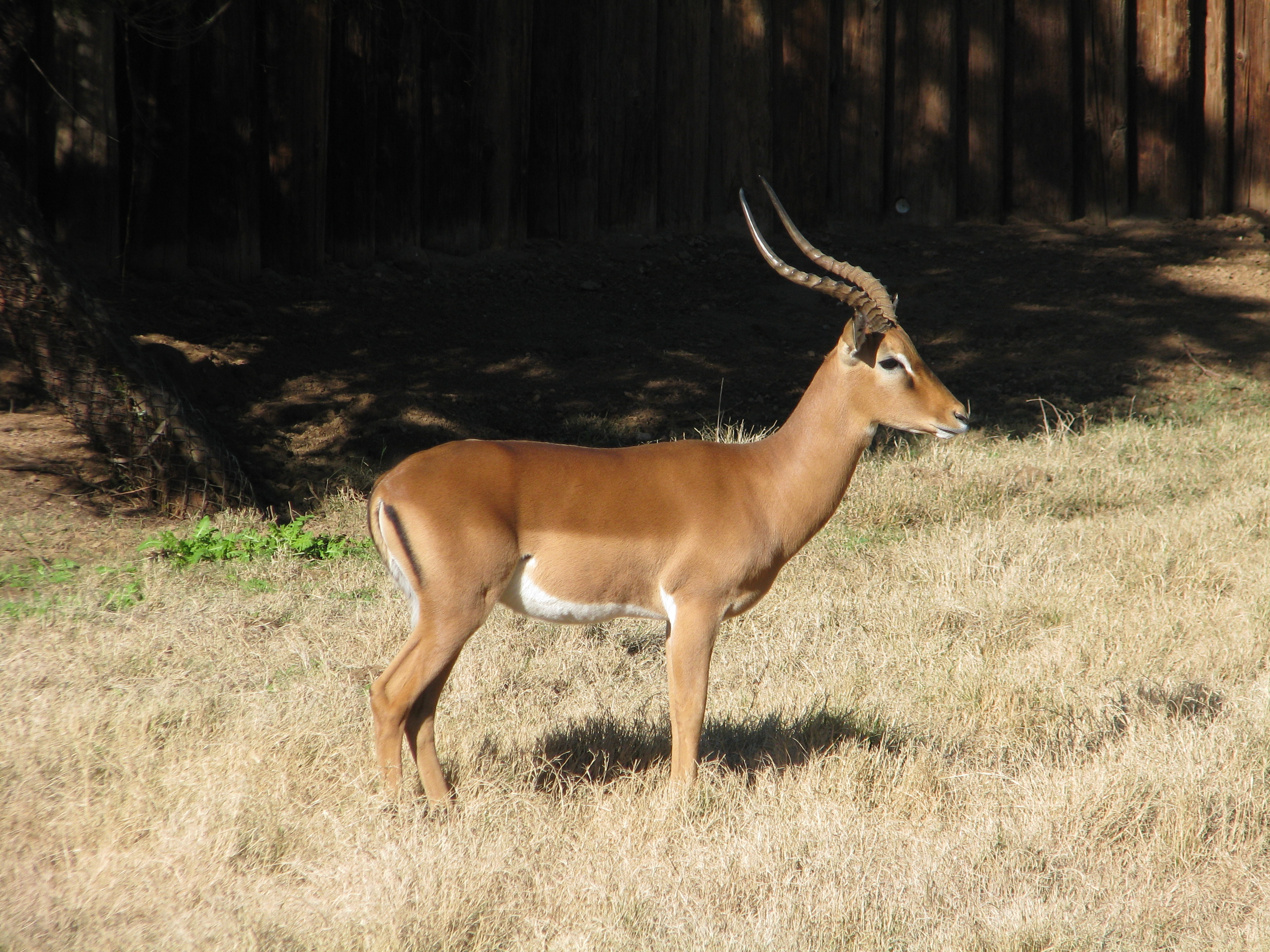
Schwarzfersenantilope (Aepyceros melampus)
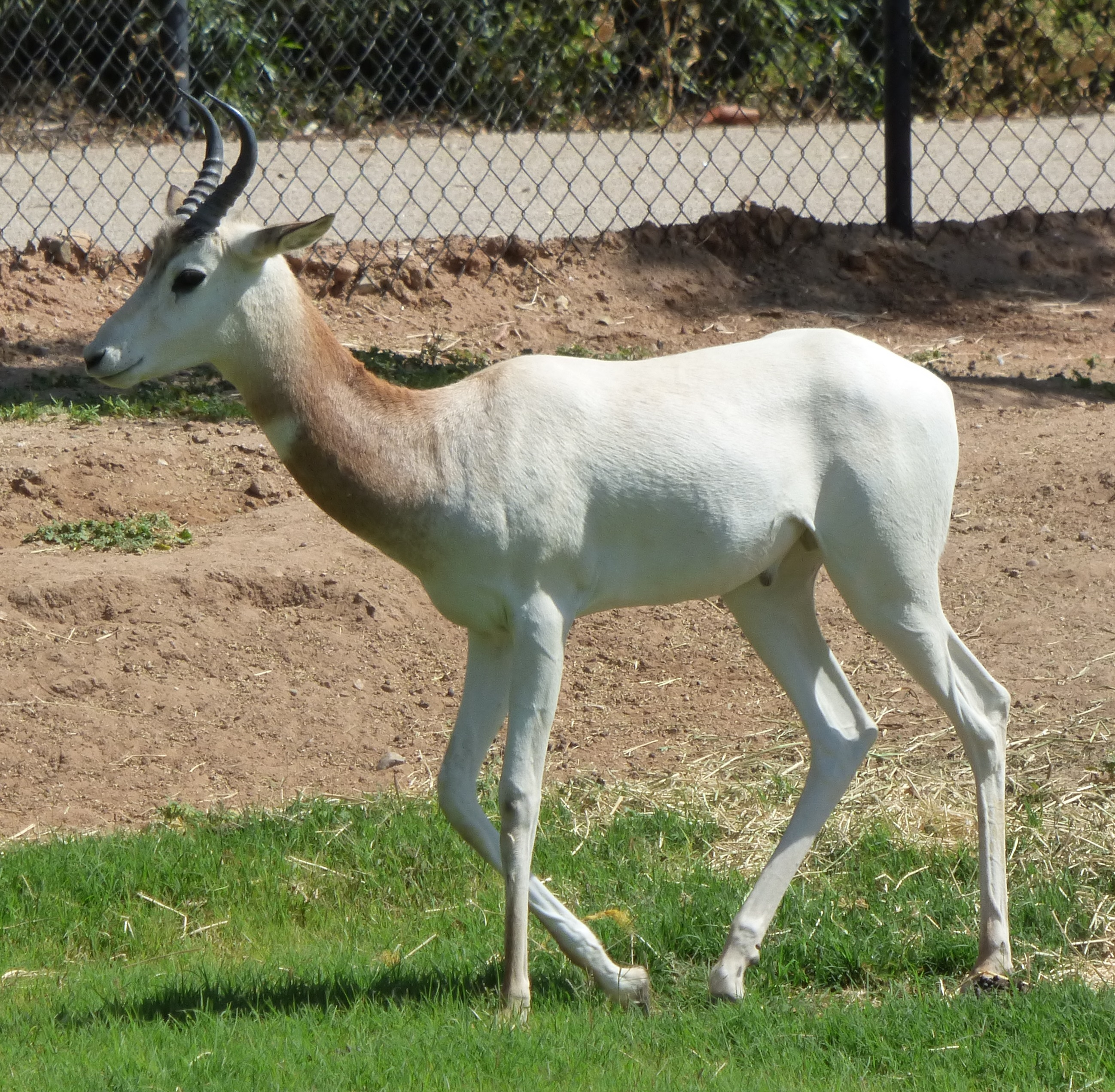
Damagazelle (Nanger dama)
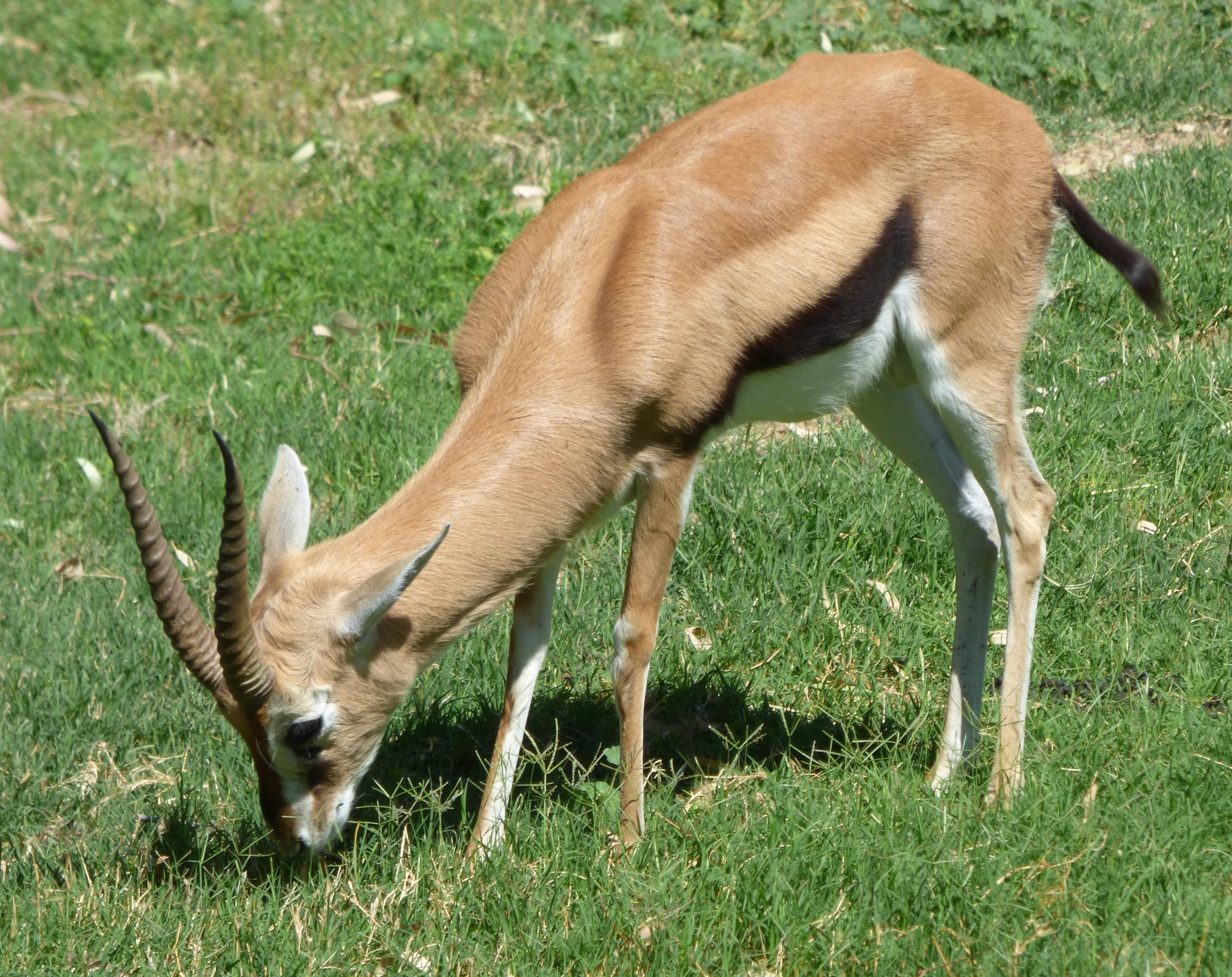
Östliche Thomson-Gazelle (Eudorcas thomsonii)
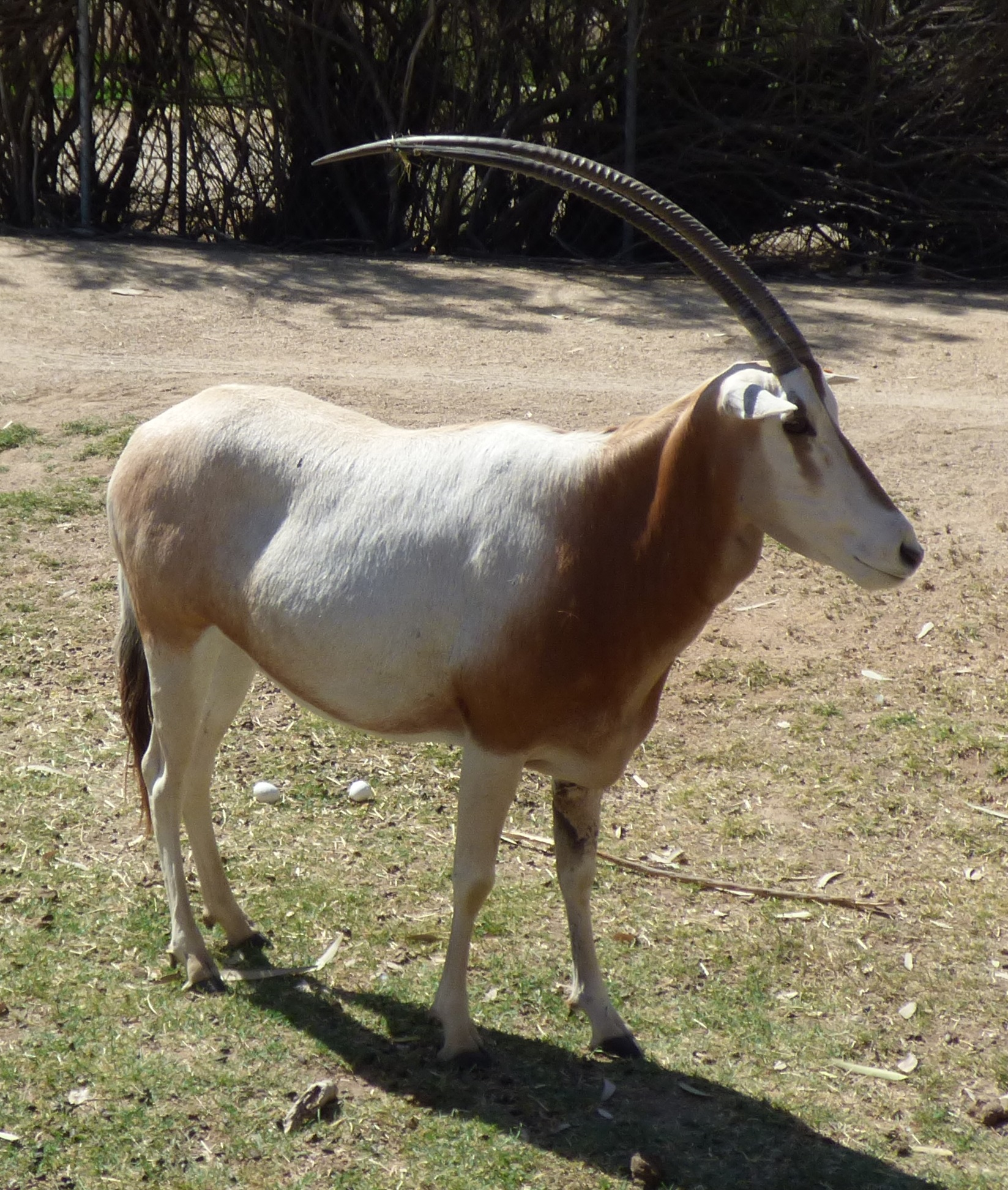
Säbelantilope (Oryx dammah)
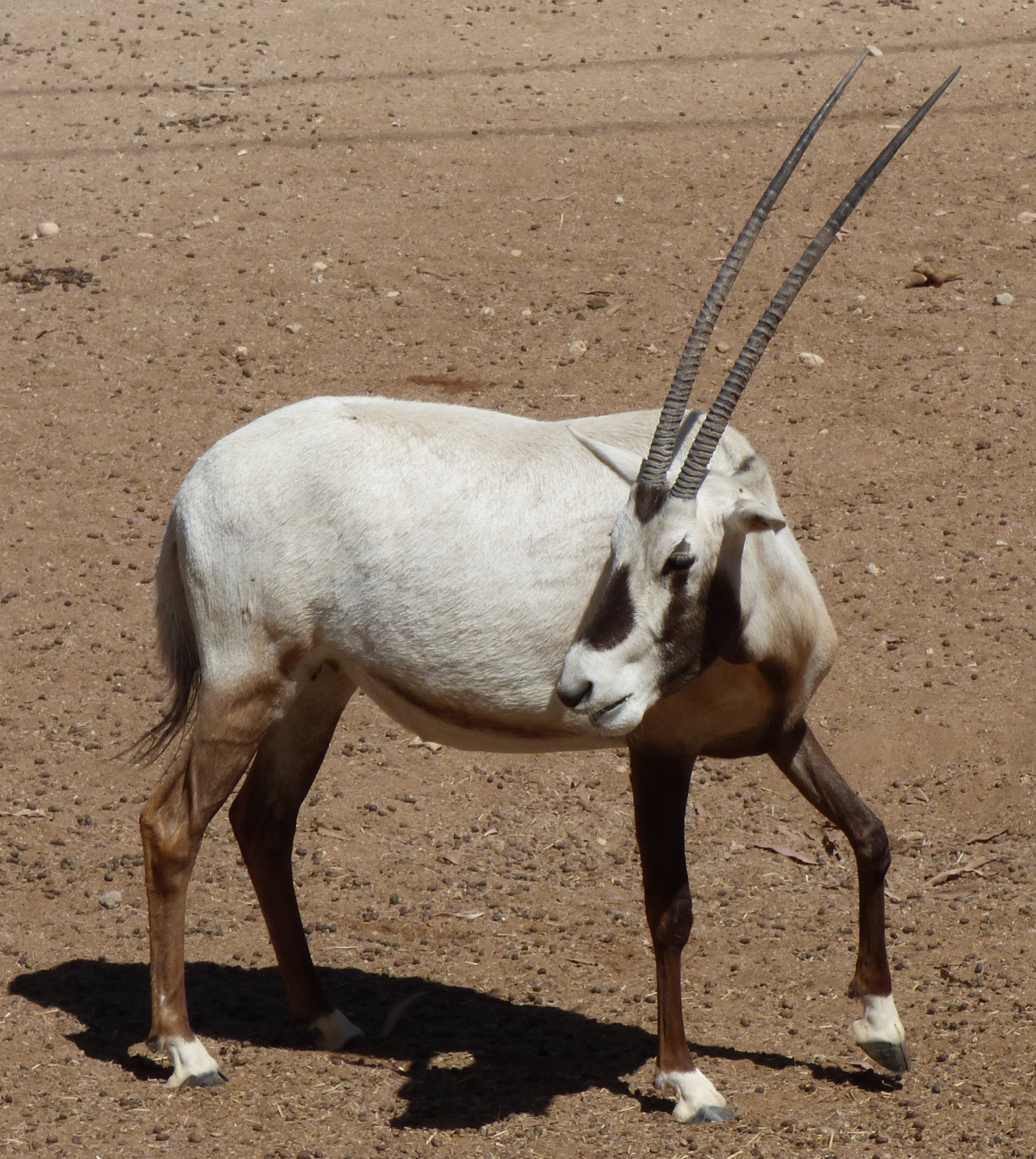
Arabische Oryx (Oryx leucoryx)
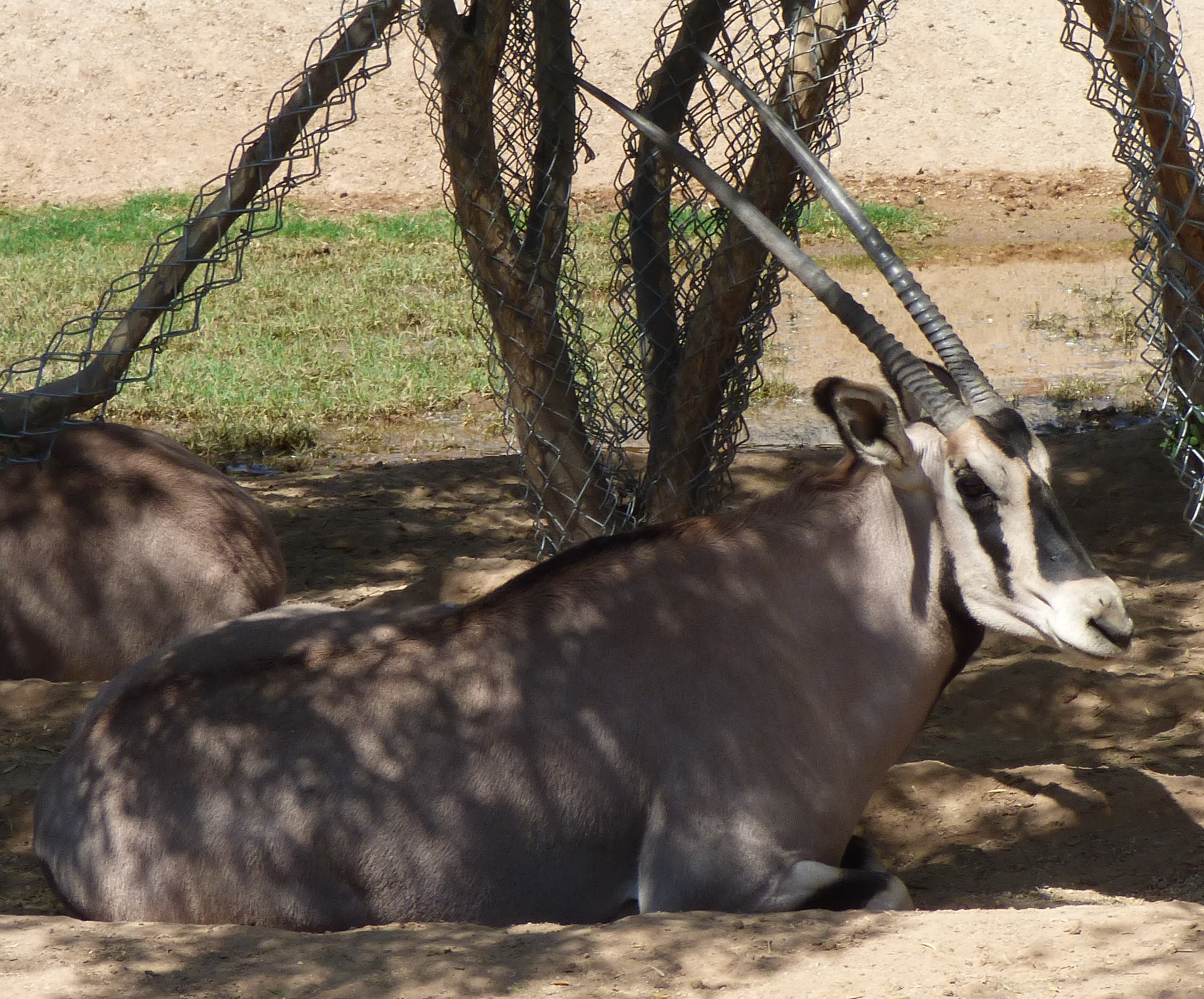
Beisa-Antilope (Oryx beisa)
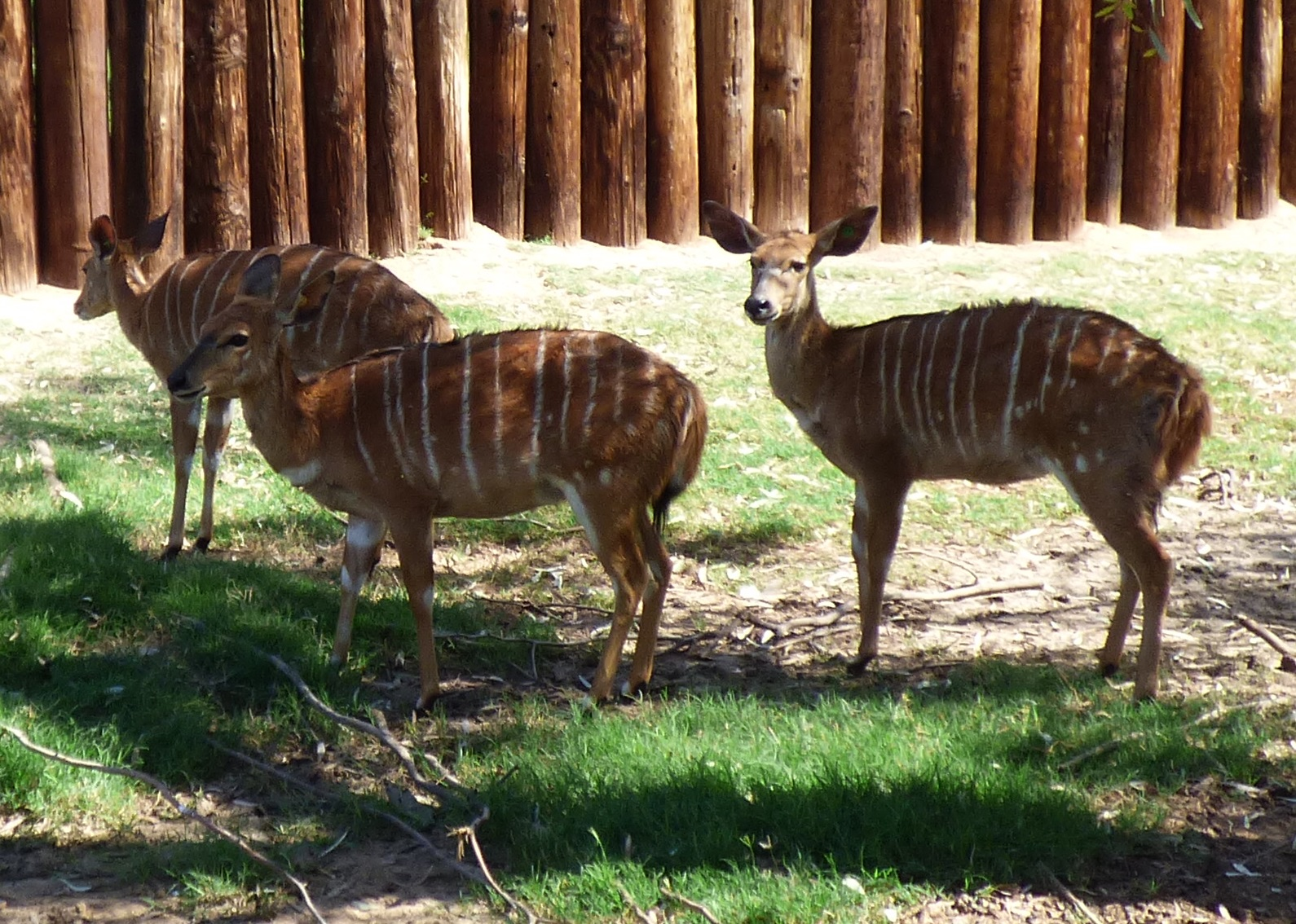
Nyala (Nyala angasii)

## Anlagenbereiche
Eine der Kernsektionen des Wildlife World Zoo ist der Safari Park, der 2020 wesentlich erweitert wurde und in erster Linie Steppenbewohner zeigt. Weitere bedeutsame Sektionen sind: Dragon World (Krokodilfarm), Big Cats (Anlagen für Großkatzen), Kangaroo Walkabout (Tierwelt Australiens), Baby Animal Nursery (Aufzuchtstation für Jungtiere) und Lory Parrot Feeding (Besucher haben die Möglichkeit, Papageien zu füttern). Teilbereiche der sehr weitläufigen Anlagen können auch von einer Zoo-Eisenbahn aus besichtigt werden.
Dem Wildlife World Zoo angegliedert ist ein Schauaquarium. Es ist ein aus vier Gebäuden bestehender Komplex, in dem Fische, Reptilien, Amphibien und Wirbellose gezeigt werden. Durch das South Pacific Reef genannte große Schaubecken führt ein aus Acryl hergestellter langer Unterwassertunnel.
Als Bildungsangebot für Besucher werden Informationen zur Lebensweise einzelner Tierarten, ökologische Fragen sowie Wege zum Miteinander von Mensch und Tier auf begrenzten Lebensräumen vermittelt.